# Sigel (azienda)
La Sigel è un'azienda alimentare italiana specializzata nella produzione di gelati e dolci da ricorrenza. È stata fondata nel 1972 a Marsala, nel Libero consorzio comunale di Trapani, dove tuttora ha sede.

## Storia
La Sigel viene fondata nel 1972 a Marsala da Onofrio (detto Nello) D’Amico, esperto gelatiere (imparò il mestiere presso la gelateria degli zii) che apre un laboratorio al centro della città, quasi esclusivamente a gestione familiare.
L'azienda cresce gradualmente, contestualmente al progresso dell’economia italiana. Già dagli anni Ottanta infatti lo sviluppo va di pari passo con il cambiamento dei consumi e dei gusti della società, conquistata sempre più dalla televisione commerciale e dai nuovi metodi pubblicitari.
A ridosso del nuovo millennio Sigel distribuisce i suoi prodotti in tutta Italia e all'estero ed inaugura il nuovo stabilimento, adatto alle nuove esigenze di mercato, ubicato nella zona industriale di Marsala. L'azienda infatti diventa un opificio industriale dove vengono automatizzati alcuni processi produttivi.

## Sponsorizzazioni sportive
- Marsala Volley[4]
- Pallacanestro Marsala[5]